# Axel Frelau
Axel Frelau (eigentlich Maxim Laufer; * 13. November 1909 in Dědice/Mähren, Österreich-Ungarn; † 23. April 1987 in Prag) war ein deutschsprachiger tschechoslowakischer Schriftsteller und Arzt.

## Leben
Axel Frelau bzw. Maxim Laufer war promovierter Mediziner (1936 in Brünn). Er nahm auf republikanischer Seite am Spanischen Bürgerkrieg teil; später wirkte er zeitweise als Arzt im Kongo.
Unter dem Pseudonym Axel Frelau – ein Anagramm seines Nachnamens – verfasste Laufer Romane und Erzählungen mit sozialistischer Tendenz, die meist in Spanien oder Afrika spielen und überwiegend im Militärverlag der DDR erschienen.
Sein Sohn ist der Sänger Josef Laufer.

## Werke
- Guerillas in den Bergen Aragoniens, Berlin 1958
- Friß, Vogel, oder stirb, Berlin 1961
- Die schwarze Trommel, Berlin 1967
- Kongo den Puls gefühlt, Halle (Saale) 1968
- Schüsse im Spielberg, Halle (S.) 1971
- Treffen am Schott, Berlin 1974
- Zorro kehrt heim, Berlin 1976
- Der donnernde Rauch, Berlin 1977
- Sergeant Barker, steig aus!, Berlin 1978
- Täter unbekannt, Berlin 1980
- Ein spanischer Sommer, Berlin 1981
- Doktor Cortez in Bedrängnis, Berlin 1986